# 6 Derrty Hits
Albums de Nelly
Brass Knuckles
(2008) The Best of Nelly
(2009)
6 Derrty Hits est un EP/best of de Nelly, sorti le 25 septembre 2008 . 
Cet album, qui comprend six des plus célèbres tubes du rappeur, s'est classé 57e au Top R&B/Hip-Hop Albums.

## Liste des titres
| No | Titre                                   | Album original  | Durée |
| -- | --------------------------------------- | --------------- | ----- |
| 1. | Country Grammar (Hot Shit)              | Country Grammar | 4:16  |
| 2. | Ride wit Me (featuring City Spud)       | Country Grammar | 4:51  |
| 3. | Hot in Herre                            | Nellyville      | 3:48  |
| 4. | Air Force Ones (featuring St. Lunatics) | Nellyville      | 5:04  |
| 5. | Dilemma (featuring Kelly Rowland)       | Nellyville      | 4:49  |
| 6. | Party People (featuring Fergie)         | Brass Knuckles  | 3:58  |